# 呂永複
呂 永複または呂 永復（ヨ・ヨンボク、朝鮮語: 여영복、1905年または1906年 - 1985年3月14日）は、大韓民国の政治家。金泉面長、亀城面長、第2代韓国国会議員、金泉市長を歴任した。

## 経歴
慶尚北道金陵郡出身。徽文高等普通学校（現・徽文中学校）4年修了または卒業。金泉郡金泉面長、亀城面長を経て、1950年の第2代総選挙では無所属の候補として金陵郡選挙区から当選した。1952年の朝鮮戦争の時、政府から20万石の糧穀の非常放出を受け、穀物の運営状態の監視のための各道国会監視団のメンバーとして慶尚北道に派遣された。釜山政治波動の時は内閣制を主張して憲兵隊に連行された。その後は張沢相国務総理が率いる新羅会に参加し、政府主導の大統領直選提案と国会の内閣責任制提案を折衷した抜粋改憲案を提出して国会に通過させた。国会議員退任後、1957年6月の金泉市長選挙に無所属で出馬・当選し、1959年12月6日に辞任した。
1985年3月14日、ソウル市麻浦区の自宅で死去。